# Валтер Волф Рейсинг
Валтер Волф Рейсинг е бивш отбор от Формула 1. Просъществува в периода 1976-1979 г.
Валтер Волф е словенско-канадски бизнесмен, който през 1976 г. решава да закупи 60% от отбора във формула 1 Уилямс при условие, че запази Франк Уилямс за мениджър на тима. Заедно с това Валтер Волф закупува колите и оборудването на фалиралия отбор на Хескет. Така болидът Хескет 308С се превръща във Волф-Уилямс FW05. Харви Посълуайт става главен дизайнер, а за пилоти са наети Джеки Икс и Мишел Леклер.
Сезон 1976 е катастрофален за тима. След Гран при на Франция Леклер напуска, а след Гран при на Великобритания и Джаки Икс е заместен от плащащи си мястото пилоти. В края на сезона Франк Уилямс е заменен на поста с Питър Уор от Лотус. Обиден, Уилямс напуска отбора и заедно с Патрик Хед и няколко механика основава Уилямс Гран при Енжиниъринг.
За сезон 1977 Посълуайт прави чудесна кола WR1, задвижвана с двигател Косуърт. За пилот е нает Джоди Шектър от Тирел. Това е най-успешния сезон за Волф. Шектър печели първото състезание за сезона в Аржентина, постига и още 2 победи — в Монако и Канада. Освен това още 6 пъти се качва на подиума и това му отрежда второ място в генералното класиране след Ники Лауда, а Волф са 4-ти при конструкторите.
За сезон 1978 Посълуайт прави WR5, отново с двигател Косуърт. По-късно се появява и WR6. Джоди Шектър, който остава във Волф се качва няколко пъти на подиума и завършва шампионата 7-и
Шектър напуска през 1979 г., за да отиде във Ферари. На негово място идва Джеймс Хънт. Намерен е и основен спонсор в лицето на Olympus. Колата обаче е изключително слаба и отпада в 7 състезания в първата половина. WR7 бързо е заменен от WR8, по-късно и от WR9, но значително подобрение няма. По средата на сезона Хънт прекратява кариерата си и е заменен от финландеца Кеке Розберг. В края на сезона Валтер Волф решава, че е дошло времето да приключи с формула 1 и продава своя тим на Емерсон Фитипалди и неговия тим.

## Победи на Волф във Формула 1
| N | Година | Пилот        | Двигател          | Гуми | Голяма награда | Писта        | Статистика |
| - | ------ | ------------ | ----------------- | ---- | -------------- | ------------ | ---------- |
| 1 | 1977   | Джоди Шектър | Волф-Форд-Косуърт | Г    | Аржентина      | Оскар Галвес | Статистика |
| 2 | 1977   | Джоди Шектър | Волф-Форд-Косуърт | Г    | Монако         | Монте Карло  | Статистика |
| 3 | 1977   | Джоди Шектър | Волф-Форд-Косуърт | Г    | Канада         | Моспорт      | Статистика |